# Farina (Familienname)
Farina bzw. Fariña ist ein italienischer Familienname.

## Namensträger
- Adolfo Lopez Fariña, paraguayischer Basketballspieler
- Andrea Farina (1957–2008), italienischer Unternehmer, siehe Andrea Pininfarina
- Battista Farina (1893–1966), italienischer Karosseriedesigner, siehe Battista Pininfarina
- Carl Anton Hieronymus Farina (1770–1850), deutscher Fabrikant und Magistrat
- Carlo Farina (um 1600–1639), italienischer Violinist, Komponist und Kapellmeister
- Corrado Farina (1939–2016), italienischer Regisseur und Autor
- Dennis Farina (1944–2013), US-amerikanischer Schauspieler
- Edgardo Fariña (* 2001), panamaischer Fußballspieler
- Eleonora Farina (* 1990), italienische Mountainbikerin
- Felice Farina (1954–2023), italienischer Regisseur und Drehbuchautor
- Fortunato Maria Farina (1881–1954), italienischer Geistlicher, römisch-katholischer Bischof von Foggia
- Franco Farina (* um 1956), US-amerikanischer Opernsänger (Tenor)
- Frank Farina (* 1964), australischer Fußballspieler und -trainer
- Gianluca Farina (* 1962), italienischer Ruderer
- Giovanni Farina (1884–1957), italienischer Unternehmer
- Giovanni Antonio Farina (1803–1888), italienischer römisch-katholischer Bischof und Seliger
- Giuseppe Farina (1906–1966), italienischer Automobilrennfahrer
- Giuseppe Farina (Fußballspieler) (1927–1995), italienischer Fußballspieler
- Giuseppe Farina (Unternehmer) (* 1933), italienischer Unternehmer und Fußballfunktionär
- Jean Marie Farina (1809–1880), deutscher Unternehmer und Jurist
- Jean Marie Joseph Farina (1785–1864), französischer Fabrikant
- Johann Baptist Farina (1758–1844), deutscher Unternehmer und Karnevalist
- Johann Maria Farina (1685–1766), italienischer Parfümeur
- Johann Maria Farina III (1713–1792), italienischer Unternehmer
- Johann Maria Farina XIX (* 1958), deutscher Unternehmer und Apotheker
- Johann Maria Carl Farina (1840–1896), deutscher Unternehmer und Sammler
- Johann Maria Wolfgang Farina (1927–2005), deutscher Unternehmer und Karnevalist
- Johnny Farina (* 1941), US-amerikanischer Musiker, siehe Santo & Johnny
- Luna Farina (* 2001), deutsch-italienische Sängerin und Influencerin
- Mark Farina (* 1969), US-amerikanischer DJ und Produzent
- Mimi Fariña (1945–2001), US-amerikanische Musikerin
- Nicolas Farina (* 1986), französischer Fußballspieler
- Piergianni Farina (* 1959), italienischer Rugbyspieler
- Pietro Farina (1942–2013), Bischof von Caserta
- Raffaele Farina (* 1933), italienischer Kurienkardinal, Archivar und Bibliothekar
- Ralston Farina (1946–1985), US-amerikanischer Performancekünstler
- Richard Fariña (1937–1966), US-amerikanischer Schriftsteller und Musiker
- Robin Farina (* 1977), US-amerikanische Radrennfahrerin
- Salvatore Farina (1846–1918), italienischer Schriftsteller, Jurist und Redakteur
- Salvatore Farina (General) (* 1957), italienischer Militär, Befehlshaber JFC Brunssum
- Santo Farina (* 1937), US-amerikanischer Musiker, siehe Santo & Johnny
- Sergio Farina (1926–2012), italienischer Designer und Politiker, siehe Sergio Pininfarina
- Silvia Farina Elia (* 1972), italienische Tennisspielerin
- Simone Farina (* 1982), italienischer Fußballspieler
- Stefano Farina (1962–2017), italienischer Fußballschiedsrichter und -funktionär